# Дежьо Сентдьйордьї
Дежьо Сентдьйордьї (угор. Szentgyörgyi Dezső; 16 січня 1915 — 28 серпня 1971) — угорський льотчик-ас, поручник. Найрезультативніший угорський ас Другої світової війни: збив 30 ворожих літаків, ще 6 перемог непідтверджені.

## Біографія
Після закінчення школи, в 18 років добровольцем вступив в Королівські угорські ВПС. Спочатку служив механіком, пізніше пройшов підготовку льотчика — закінчив авіаційне училище в Секешфегерварі.
Льотчиком-винищувачем брав участь в операціях Другої світової війни в Угорщині, літаючи на італійському літаку Fiat CR.32. Влітку 1942 року Сентдьйордьї був переведений в винищувальну ескадрилью 1/1 Dongó («Джміль») і воював на Східному фронті.
Коли 1 травня 1944 року була утворена елітна 101-а винищувальна група Puma Угорських ВПС (101. Puma vadászrepülő osztály), Дежьо Сентдьйордьї був переведений в її винищувальну ескадрилью 101/2 Retek. Він продовжував літати і здобувати повітряні перемоги, остання з яких відбулася 15 квітня 1945 року. До кінця війни він здійснив понад 220 бойових вильотів, жодного разу не втративши свій літак, ставши найуспішнішим пілотом угорських ВПС.
Після війни повернувся додому і став пілотом угорської авіакомпанії MASZOVLET (нині — Malév), де працював в 1946-49 роках. Між 1950 і 1956 роками Сентдьйордьї кілька років провів в угорських в'язницях, потім знову повернувся в уже перейменовану авіакомпанію Malév, налітавши в ній 12 334 годин і подолавши понад 5 мільйонів кілометрів. Загинув 28 серпня 1971 року неподалік від Копенгагена під час аварії Іл-18 (літак впав в море при заході на посадку) — за 3 місяці до виходу у відставку. Був похований на кладовищі Фаркашреті в Будапешті.

## Вшанування пам'яті
Іменем Дежьо Сентдьйордьї названа авіаційна база Військово-повітряних сил Угорщини в Кечкеметі, оснащена літаками Міг-29 і JAS 39 Gripen.

## Нагороди
- Медаль «За хоробрість» (Угорщина) — нагороджений 4 рази (срібна, велика срібна, золота і золота для офіцерів).
  - золота для офіцерів (24 березня 1945)
- Орден Заслуг (Угорщина), лицарський хрест з мечами
- Вогняний хрест для фронтовиків 1-го класу
- Службовий знак до 1945
- Пам'ятна медаль за визволення Верхньої Угорщини
- Пам'ятна медаль за визволення Трансильванії
- Пам'ятна медаль за визволення Нижньої Угорщини
- Орден Витязя
- Залізний хрест 2-го класу (Третій Рейх)